# Jonathan Dowling

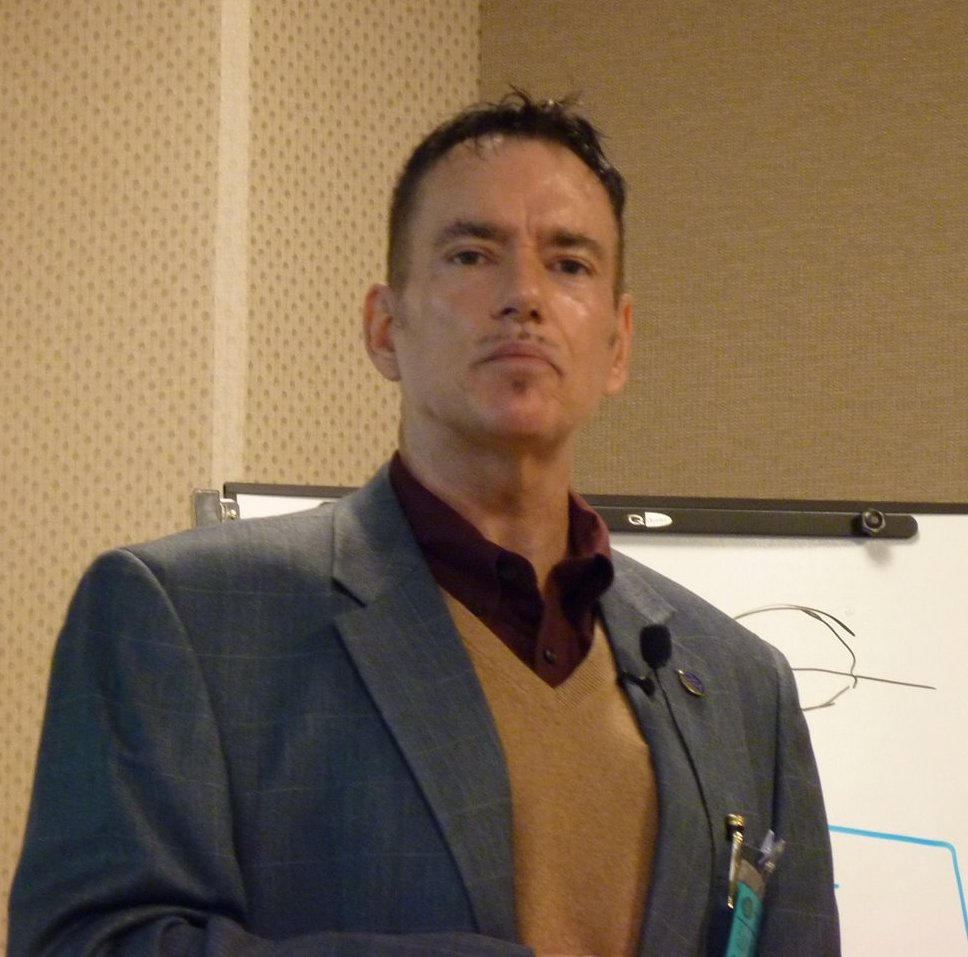
Jonathan Dowling

Jonathan P. Dowling (* 3. April 1955 in Smithtown, New York; † 5. Juni 2020) war ein US-amerikanischer Physiker, der sich mit Quantenoptik und Quanteninformationstheorie befasste.

## Werdegang
Dowling studierte an der University of Texas at Austin mit dem Bachelor-Abschluss in Physik 1977 und an der University of Colorado at Boulder, wo er 1981 seinen Master-Abschluss in Mathematik und 1984 in Physik erwarb und 1988 bei Asim Orhan Barut in theoretischer Physik promoviert. Als Post-Doktorand war er 1989/90 am Max-Planck-Institut für Quantenoptik bei Herbert Walther und Marlan Scully. Danach forschte er in der Quantenoptik Gruppe des United States Army Aviation and Mission Command (AMCOM) im Redstone Arsenal in Huntsville bei Charles M. Bowden. Ab 1998 war er in der Gruppe für Quantencomputer am Jet Propulsion Laboratory, wo er leitender Wissenschaftler und Gruppenleiter (Group Supervisor) wurde. Ab 2004 war er Horace C. Hearne Jr. Professor für theoretische Physik an der Louisiana State University und Ko-Direktor des Hearne Institute of Theoretical Physics.
1986/87 war er Gastwissenschaftler am International Center of Theoretical Physics in Triest.
Dowling befasste sich in den 1990er Jahren mit der Theorie spontaner Emission in photonischen Kristallen und photonischen Kristallen mit Bandlücken (analog Halbleitern in der Elektronik). Er ist bekannt für die Entwicklung quantenmechanischer Technologien (Quantum Imaging, Quantum Sensing, Quanten-Metrologie). 2002 schlug er eine Methode zur Realisierung von verschränkten quantenmechanischen Vielteilchenzuständen, sogenannten Noon-Zuständen, vor. Im Jahre 2000 begründete er die Quanten-Lithographie und war damit einer der Pioniere auf dem Gebiet des Quantum Imaging, in dem quantenmechanische Eigenschaften wie Quantenverschränkung zur Verbesserung des Auflösungsvermögens im Vergleich zum klassischen Fall benutzt werden (in diesem Fall in der Fotolithografie).
2002 erhielt er den Willis-E.-Lamb-Preis für Pionierleistungen in der Quantenelektronik und speziell dem Studium der räumlichen Kohärenz von verschränkten Multiphotonen-Zuständen. Er war Fellow der American Physical Society, der Optical Society of America, des Institute of Physics und der American Association for the Advancement of Science.
Er hielt sieben US-Patente (2011). Neben der US-Staatsbürgerschaft hatte er auch die irische Staatsbürgerschaft.

## Schriften
- Quantum Optical Metrology — The Lowdown On High-N00N States, Contemporary Physics, Band 49, 2008, S. 125–143
- Herausgeber Electron theory and Quantum Electrodynamics - 100 years later, Plenum Press 1997 (Proc. NATO Advanced Summer Institute in Edirne, September 1994), darin von Dowling The Classical Lamb Shift: Why Jackson is Wrong![3]
- mit Gerald J. Milburn Quantum Technology: The Second Quantum Revolution, Philosophical Transactions of the Royal Society of London A, Band 361, 2003, S. 1655–1674